# 白身魚のフライ
白身魚のフライ（しろみざかなのフライ）は、白身魚をフライにしたものを指し、また、衣を付けた加熱前の状態や冷凍の切身のことを指す。フライにする前の原材料はベトナムや東南アジアから輸入した魚が多い。

## 日本

### 概要

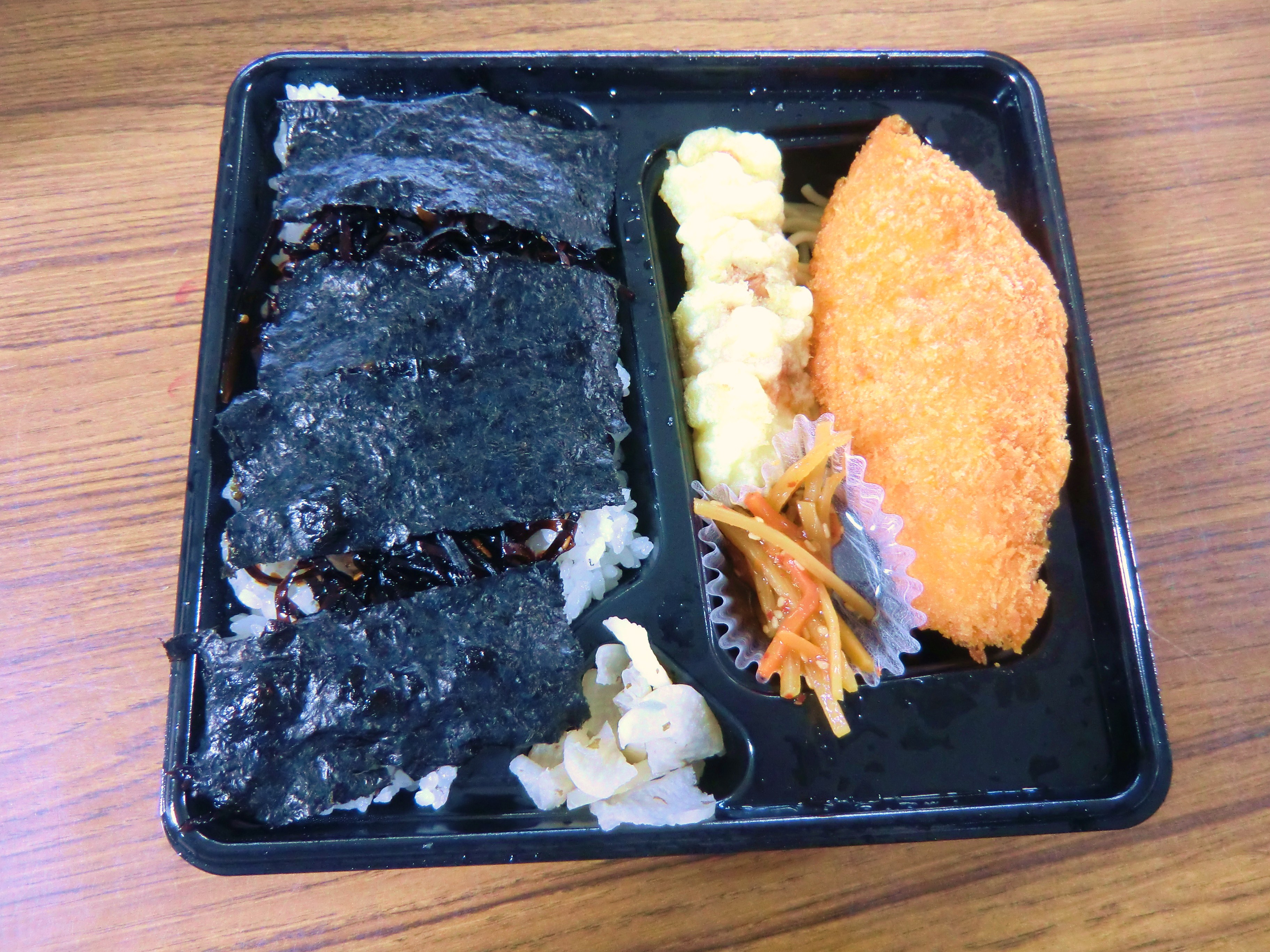
白身魚のフライを用いたのり弁

広義には広く白身の魚をフライにしたもの（自家製も含む）を指すが、狭義にはお持ち帰り弁当店が海苔弁当のおかずの一つとして、あえて特定の魚種の名前を冠しないまま採用した紡錘形のフライを指すことが多い。日本では1970年代に発売開始された日本水産の冷凍食品「ホワイトフィッシュ」が最初の白身魚のフライである。
同業他社や他の食品産業も安価な食材として追随して採用したことから、タチウオやイトヨリダイ等、特徴のある（魚屋の店頭に並ぶ機会の多い）白身魚の名を冠するフライとは一線を画す存在となった。他に骨抜きがされている（もしくは最初から含まない）、大きさのロットがそろっているなどの特徴がある。

### 白身魚のフライとして使用される魚種
- ホキ[2]
- メルルーサ
- スケトウダラ
- タラ
- スズキ
- オヒョウ
- アメリカナマズ（チャネルキャットフィッシュ）
- ナイルパーチ
- ブルーホワイティング
- バサ（「パンガシウス」の名称でも売られている。ベトナム産養殖ナマズ）

### 冷凍食材としての加工
魚をさばいて加工するにはいまだに大量の人手が必要なため、1990年代後半から、業務用の白身魚フライは、中国の山東省を中心にした製造工場で加工され、冷凍されて日本に空輸されるものが大半を占めるようになった。現在でも持ち帰り弁当やスーパーの惣菜用白身魚フライは、大半が人件費の安価な中国やベトナム産である。素材はおもに現地の養殖ナマズなどが使用される。
2000年代に入ると規格化が進み、10g単位で完成品のロットを揃える業者も多く存在するようになった。衣と身の厚さの比率で等級が区分され、安価なものほど身より衣のほうが厚い。

## フィッシュフィンガー

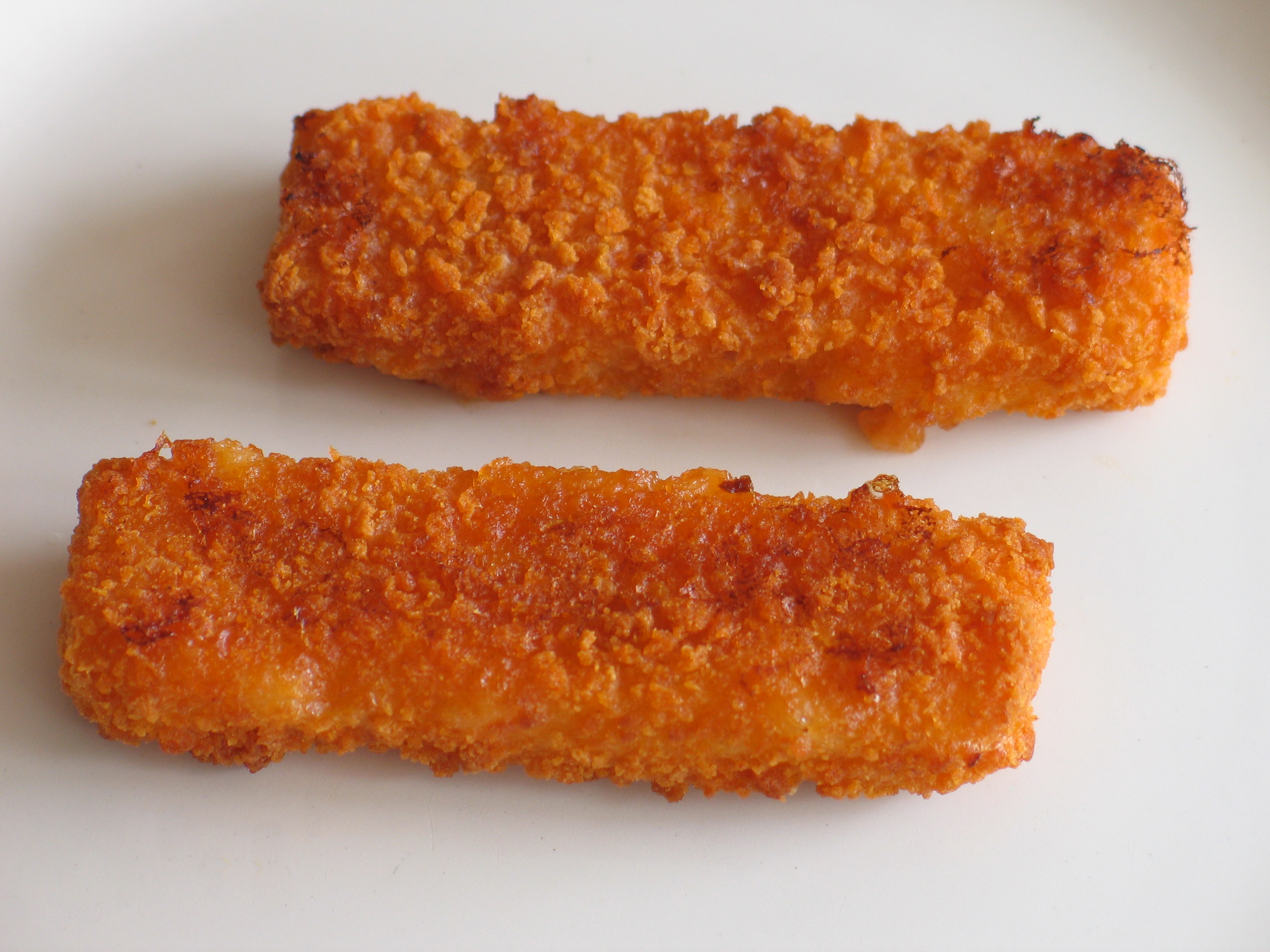
フィッシュ・フィンガー

イギリスでは1955年に初めてタラなどの白身魚のフィレを長方形に加工した食材が「フィッシュフィンガー」として発売され、1960年代に入るとドイツを始め欧州各国でも同様の製品が流通するようになった。また、同様の素材を利用した、フィレオフィッシュの具材のような製品も流通している。